# Wiedza to potęga
Wiedza to potęga (ang. Knowledge is Power) – wieloosobowa gra wideo z gatunku quiz wydana w 2017 opracowana przez firmę Wish Studio i wydana przez Sony Interactive Entertainment na konsolę PlayStation 4 w ramach serii PlayLink.
Do gry wykorzystuje się także smartfony lub tablety, na których należy zainstalować aplikację towarzyszącą, która łączy się z PlayStation 4 za pośrednictwem Wi-Fi. Sony Interactive Entertainment przekazał, że celem PlayLink jest nakłonienie jak największej graczy do grania w gry podczas spotkań towarzyskich, stąd pomysl, aby gracze wykorzystywali jako kontrolery w grze swoje urządzenia mobilne. 

## Rozgrywka
Wiedza to potęga to gra dla od 2 do 6 osób, które zmierzą się w fikcyjnym teleturnieju. W grze liczą się poprawność i szybkość w odpowiadaniu na pytania.
Na początku gracze wybierają postać, która pozostanie ich avatarem podczas rozgrywki, i wykonują selfie, które będzie wyświetlane ilekroć postać danego gracza będzie na pierwszym planie.
Teleturniej składa się z trzech rund pytań wybieranych w drodze głosowania. Przerwane one są dwoma dodatkowymi minigrami: łączeniem oraz sortowaniem. Finałem rozgrywki jest piramida wiedzy, która przypomina standardowe pytania w grze, jednak pytania sa losowane, nie wybierane przez graczy. Przydział miejsc na piramidzie zależy od wcześniej uzyskanej liczby punktów.
Rozgrywka kończy się w momencie, gdy pierwsza osoba dotrze na szczyt piramidy. W nagrodę otrzymuje ona tzw. legendarny zwój wiedzy, czyli ciekawostkę, którą może przeczytać na swoim urządzeniu mobilnym.
Przed każdym (poza pierwszym) pytaniem gracze mogą użyć także specjalnych modyfikatorów tzw. zagrywek będących nagrodami lub przedszkodami dla innych graczy. Jest to np. zamrożenie, co wymaga kilkukrotnego uderzenia palcem w daną odpowiedź, lub ciapa zasłaniająca odpowiedzi, wymagająca przetarcia odpowiedzi palcem.

## Odbiór
Gra w większości zebrała mieszane opinie.
Liam Martin z Daily Express pochwalił wygląd gry i dostosowanie do odbiorców niebędących graczami. Zwrócił także uwagę, że gra jest świetnie zbilansowana, wyrównując szanse. Zwraca jednak uwagę, że w grze jest za mało pytań, wiele z nich jest za prostych, a przerwy między rundami za długie. Podobnie wypowiedział się Sam Brooke w recenzji dla Push Square, który stwierdził, że choć jest to świetna gra w gronie znajomych znajomych i rodziny, pytań jest za mało, czas oczekiwania między nimi za długi, a grafika, choć ładna, w niektórych elementach niedopracowana.
W serwisie Metacritic gra otrzymała ocenę 71/100.

### Nominacje i nagrody
Wiedza to potęga została nominowana do nagrody dla najlepszej gry rekreacyjnej w konkursie The Independent Game Developers' Association Awards oraz do nagrody dla najlepszej gry rodzinnej/towarzyskiej w konkursie Titanium Awards.

## Wiedza to potęga: Dekady
14 listopada 2018 roku ukazała się nowa odsłona gry: Wiedza to potęga: dekady. W grze zmieniono postaci, zagrywki, a także mini gry, oraz przede wszystkim zakres pytań – dotyczące one wyłącznie ostatnich 40 lat kultury, a kategorie podzielone są na dekady. Gra oferuje także nowe tryby gry, oprócz normalnego także szybką rozgrywkę, wyzwania i quiz.